# Картлійське царство
Картлійське царство (Карталінське царство, Карталінія, Картлі) — феодальна держава у Східній Грузії, що виникла у другій половині XV століття в результаті розпаду єдиного Грузинського царства.
Столиця — Тіфліс.
1762 року, за царя Іраклія II було об'єднано з Кахеті у Картлі-Кахетинське царство, з 1801 року — у складі Російської імперії.

## Історія

Картлійське царство у 1490 році

Постійні війни проти Кара-Коюнлу та Ак-Коюнлу остаточно послабили Грузинське царство до 1450-х років. Внаслідок цього за царя Георгія VIII розпочався процес роздрібнення єдиної монархії на регіональні царства. Спочатку викоремилося Самцхе-Саатабаго. У 1460-х роках від'єдналося Імеретинське царство. Спроби Георгія VIII відновити єдність царства мали короткочасні успіхи. 1466 року під владою Георгія VIII опинилася лише Кахетія. Більш успішно діяв цар Костянтин II, який до 1483 року майже відновив цілісність Грузинського царства, але нове вторгнення Ак-Коюнлу 1489 року завдало ніщивного удару цареві. Тому він 1490 року за порадою дарбазі (дорадчої ради) вимушен був визнати незалежними Імеретію, Кахетію та Самцхе-Саатабаго. Сам він прийняв титул царя Картлі. З цього моменту починає своє існування Картлійське царство.
Зберігалася загроза з боку Ак-Коюнлу. Костянтин II скористався розгардіжем, що почав у ворога після смерті Султан-Якуба, зумів вигнати туркменські загони з Картлі. 1494 року відрядив послів до мамлюкського султана Кайтбея, 1495 року — папи римського Олександра VI, арагонського короля Фернандо II і його дружини кастильської королеви Ізабелли I стосовно утворення антиосманського союзу. Втім, його спроби виявились невдалими. Тоді було укладено союз з Сефевідами, яким картлійське військо 1503 року допомогла здолати Ак-Коюнлу. Проте Костянтин II не встиг отримати з цього зиск, оскільки помер 1505 року, а його син Давид X вимушен був відбивати напад Кахетинського царства, що успішно було зроблено, а 1513 року навіть вдалося захопити Кахетію. Вже 1518 року стикнувся з пеським вторгненням, якому не наважився збройно протистояти, визнавши зверхність Персії. Внаслідок цього 1520 року під тиском шаха Ісмаїла I було відновллено незалежність Кахетинського царства. Втім в подальшому картлійський цар декілька разів намагався захопити Кахетію, але невдало.
1524 року вдалося позбавитися перської залежності. Після смерті Давида X почалася боротьба за трон, що тривала до 1527 року, в якій переміг Луарсаб I. Було укладено союз з Імеретією. 1541 року почалася нова війна з Персією. 1555 року грузинські землі за Амасійським договором були розділени між Османською імперією та Персією. Це дозволило шаху Тахмаспу I зібрати усі сили проти Картлі. Ворог захопив значну частину царства та столицю — Тбілісі. 1569 році шах нарешті підкорив Картлі й посадив на трон Дауд-хана, сина Луарсаба I, що прийняв шиїзм. 
Ситуацію змінила нова османсько-сефевідська війна, що почалася 1578 року. Дауд-хана було повалено, а Картлійське царство було перетворено на Тіфліське бейлербейство. У 1586 році адміністративний центр перенесено до міста Горі, утворивши Горійське бейлербейство. Такий стан речей було закріплено Стамбульської угодою 1590 року. Невдовзі почалося повстання картлійців, яке було придушено у 1599 році. Лише чергова османо-сефевідська війна змінила стан справ. 1603 року було звільнено Картлі, але натомість цар Георгій X визнав зверхність Персії. Втім вже у 1612 року Луарсаб II вирішив перейти на бік Османської імперії, яка призвело до відновлення останньою війни з Сефевідами. У відповідь його було повалено й страчено 1615 року, а Картлі була сплюндрована протягом 50 діб.
1618 року за Серавським миром Картлі знову опинилася під зверхністю Персії. Наступні правителі Картлі були представниками династії Багратіоні, що прийняли іслам та носили титул хана. Засилля кизилбашів зрештою призвело до повстання 1625 року на чолі із Георгієм Саакадзе, який запропонував трон кахетинському цареві Теймуразу I. Наслідком стало поділ Картлі на північну та південну частини. Але 1626 року Теймураз I затвердився як одноосібний царт Картлі і Кахетії, що було визнано Персією. Але під час нової війни 1632 року зазнав поразки від перського війська, яке поставило на трон Картлі Ростом-хана. 1648 року за допомогою персів він став також царем Кахетії. Активно поширював іслам та іранські звичаї.
Починаючи з 1632 року правителі Картлі носили титул «валу», що позначав намісника перських шахів. З цього ж періоду почалося відродження ремісничого виробництва, сільського господарства та торгівлі в царстві, активно будувалися нові міста та заселялися спустошені попередніми конфліктами та завоюваннями землі. Цією політикою слідував цар Вахтанг V, що до 1661 року зумів підкорити Кахетію та Імеретію, чим фактично відновив більшу частину колишнього Грузинського царства. Втім його влада виявилася слабкою, оскільки під тиском Османської імперії швидко втратив Імеретію, а потім відновила незалежність Кахетинське царство. 1688 року постійна політика шахів з посилення ісламізації, заміна царів на троні спричинили нову хвилю війна за трон Картлі, що тривала до 1709 року, коли тро обіймали послідовно царі Леван і Кайхосро фактично були сефевідськими сановниками, аніж царями Картлі, практично не мешкаючи у цій державі.
Відродження держави відбувається за панування Вахтанга VI. На церковних зборах, скликаних у 1705 році, католикосом-патріархом був обраний брат царя — Доменті. Було зміцнено північні кордони, приборкано ксанських і арагвських еріставі. Втім зрештою 1716 року Вахтанг VI вимушен був перейти до ісламу, щоб врятували царство від перського вторгнення. 1720 року укладає союз з російьским імператормо Петром I, який в умовах підготовки до Перського походу планував використати Картлі. 1722 року в умовах кризи Сефевідської імперії намагався здобути незалежність. У відповідь шах Тахмасп II передав трон Картлі Костянтину II, царю Кахетії. 1723 року до царства вдерлося османське військо. При цьому російське військо рухалося до Баку. Зрештою Османи захопили Картлі, яке перетворили на еялет Тіфліс. Таке становище було затверджено Гамаданським договором 1727 року. Панування турків тривало до 1735 року. Цей період отримав назву осмалоба. Населення залишало свої обжиті місця і тікало у безпечніші райони. Спорожніли землі не оброблялися, переслідувалася церква. Османи змушували таваді і азнаурів заново закріплювати у себе отримані у спадок володіння, але це було пов'язано з великими труднощами. Скрізь в Картлі спалахували антиосмнаські повстання.
1735 року Тіфліський еялет було захоплено Надір Шахом, який фактично передав Картлі у володіння кизилбаши, а валі призначив Назар Алі-мірзу, але вже 1736 року замінив його на Абдаллах-бега з титулом наїб.
У 1744 році за успішні дії проти османського війська кахетинського царя Теймураза II було призначено царем Картлі, а його сина Іраклія — царем Кахетії. 1762 року після смерті батька  останній об'єднав обидві держави у Картлі-Кахетинське царство.

## Устрій
Вищу політичну, військову та судову мав цар, що спирався на дарбазі (велику раду), яка в свою чергу складалася з знаті (таваді). Більшість посад у державному апарату збереглися з часів Грузинського царства.
Царі мали також перські титул валі, а з XVIII ст. за відсутності царів, що часто перебували при дворі шаха, призначався джанішин (намісник) з династії Багратіоні. За часів Надір Шаха титул царя було скасовано, а намісником шаха були валі й наїби. Це тривало до 1744 року. 

### Картлійські царі
1. Костянтин II — цар (1490—1505),
2. Давид X — цар (1505—1526),
3. Георгій IX — цар (1526—1534),
4. Луарсаб I Великий — цар (1534—1556),
5. Симон I — цар (1556—1569),
6. Давид XI (Дауд-хан) — цар (1569—1578),
7. Симон I — цар (1578—1600, вдруге),
8. Георгій X — цар (1600—1606),
9. Луарсаб II — цар (1606–1615),
10. Баграт VII — цар (1615—1619),
11. Симон II — цар (1619—1625),
12. Теймураз I — цар (1625—1632),
13. Ростом — цар (1632—1658),
14. Вахтанг V (Шах-Наваз) — цар (1658—1675),
15. Георгій XI (Наваз-хан) — цар (1675—1688),
16. Іраклій I (Назар Алі-хан) — цар (1688—1691),
17. Георгій XI (Наваз-хан)— цар (1692–1695, вдруге),
18. Іраклій I (Назар Алі-хан) — цар (1695—1703, вдруге),
19. Георгій XI (Наваз-хан) — цар (1703—1709, втретє),
20. Вахтанг VI — регент (1703—1709),
21. Леван — цар (1709),
22. Кайхосро — цар (1709—1711),
23. Вахтанг VI — цар (1711—1714),
24. Ієссе (Алі Кулі-хан) — цар (1714—1716),
25. Бакар III — цар (1716—1719),
26. Вахтанг VI — цар (1719–1723, вдруге),
27. Костянтин III — цар (1723),
28. Бакар III — цар (1723—1724, вдруге),
29. Ієссе (Алі Кулі-хан) — цар (1724—1727, вдруге),
30. Олександр II — цар (1736),
31. Теймураз II — цар (1744–1762)

## Суспільство
На верхівці ієрархії стояв цар, що спирався на великих феодалів та таваді. Згідно з судебником Вахтанга VI, існувало три роди тавадів: дидебулі, середні таваді та нижчі таваді. Життя дідебулі оцінювалося у 1536 туманів, середнього таваді – у 768 туманів, та нижчого – 384 тумани. У Картлі було 6 дидебулі: Арагвський еріставі, Ксанський еріставі, Бараташвілі, Амілахварі, Мухранбатоні та Ціцишвілі.
Азнаурі  поділялися на 3 категорії: великі азнаурі (192 перські тумани), середні азнаурі (96 перських туманів), та цалмогуї азнаурі (48 перських туманів). Азнаурі належали цареві, тавадам і церкві. 
Основну частину населення становили мсахурі (24 перські тумани) та селяни (12 перських туманів). Існувало кілька категорій селян, з яких мебегре (оброчні селяни) становили більшість. На мебегрі селян лягала головна вага податків і панщини. Селянин, що відкупився без землі, називався «наскіді», а той, що переселився від одного поміщика до іншого називався «хізані». Існували у невеликій кількості звільнені від кріпацтва селяни. 
Більшість ремісників також були кріпаками. Щодо купців, то вони ділилися на чотири категорії: великий купець зрівнювався з середнім азнаурі, друга, третя і четверта категорії купців зрівнювалися відповідно: з цалмогуї  азнаурі, з мсахурі та з селянином.

## Право
Під керівництвом Вахтанга VI створюється судова книга «Дастурлумалі», в якій було зібрано всі важливі судові рішення, грамоти та документи. У ній були викладені права та обов'язки чиновників, форми землеволодіння, правила оподаткування та інші не менш важливі питання. Також Вахтанг склав «Судебник царевича Вахтанга» (відомий також як Збірка законів Вахтанга).

## Військо
На початку зберігалася організація війська, що було успадковано від Грузинського царства. Разом з тим внаслідок перських вторгнень фактично напівезалежними загонами стали володіти таваді, а еріставі Ксану і Арагви окремі тримали свої підрозділи. Цар міг спиратися здебільшого на власні загони. У 1710-х роках створене «охоронне військо», яке укомплектовувалося синами таваді, азнаурами різних категорій. Платню вони отримували від держави. Військо переважно було створено для приборкання непокірних таваді.

## Економіка
У XVI-XVIII століттях були дуже важкі умови для економічного розвитку країни. Спустошливі навали Осмнаської імперії та Сефевідскього Ірану здебільшого підірвали картлійське господарство. Підйом почався при Ростом-хані. Найбільшим торгово-ремісничим центром було місто Тбілісі. Виросло міське населення. Якщо 1680-ті роки чисельність населення Тбілісі становила 12 тисяч мешканців, то у середині XVIII століття це число досягло 20 тисяч. У період царювання Вахтанга VI в Тбілісі було близько 200 духанів (торгових лавок). Значними торговими центрами були також: Горі, Цхінвалі, Сурамі, Алі. З огляду на жвавих торгових відносин із Російською імперією зросла значення Душеті і Ананурі.
У сільському господарстві розвивалися традиційні галузі: виноградарство, садівництво, плодівництво, тваринництво, шовківництво, зерноводство. 
В Алаверді та Ахталі добували мідь та срібло відповідно.

## Культура

### Освіта
Протягом XVI-XVII ст. внаслідок постійних ворожих вторгнень та занепаду господарства відбуваються негативні тенденції в культурному житті Картлійського царства. Втім низка царів намагалися все ж зберігати рівень освіти на колишньому рівні. Тбілісі залишався потужним осередком освіти. У XVII ст. у Тбілісі та Горі відкриваються католицькі школи. Картлійські таваді відправляли своїх діятей на навчання до Італії. 1755 року цар Теймураз II закрив католицьку школу у Тбілісі.

### Книгодрукування
Значною подією в історії грузинської культури було видання в Італії першої грузинської друкованої книги з ініціативи Нікіфорі Чолокашвілі, посла Теймураза I до папи римського Урбана VIII, було надруковано грузинсько-італійський словник. 1709 року Вахтанг VI за допомоги Антимоза Іберійського відкрив у Тбілісі друкарню, де першою книгою стало «Євангеліє». Протягом 3 років у грузинській друкарні було надруковано 14 книг, із них 11 книг були духовного змісту, дві книги – підручники. У 1712 році в друкарні за редакцією та з коментарями Вахтанга було надруковано «Витязь у тигровій шкурі».

### Архітектура
Переважно представлено фортецями, замками таваді чи еріставі, церквоними та монастирськими комплексами. Значною архітектурною пам'яткою є резиденція арагвських еріставів – Ананурі. До комплексу входять дві церкви та вівтар, оточені фортечною стіною з високими вежами. У цей період були збудовані: монастир Ахалі Шуамта, Мчадіджварська церква, Анчисхатська та Ніноцміндська дзвіниці, палац Ростома, а також важлива оборонна споруда – Ксанська фортеця. 
За панування Вахтангу VI було оновлено облицювання тбіліського храму Сіоні, відремонтовано храми Урбнісі та Садгері, Ксанську фортецю та фортецю Самшвілде.